# アレッサンドロ・ボルティーニ
アレッサンドロ・ボルティーニ（イタリア語: Alessandro Voltini、1957年 - ）は、イタリアの楽器製作者。クレモナ・バイオリン製作学校の教師。現代クレモナ・ヴァイオリン製作の伝統と進化を受け継いだ中心人物(The 3rd type)。伝統的な製作家で先進的、且つ、選りすぐりの指導者で多くの優れた後進を輩出している製作家の名匠。

## 人物
1957年 クレモナに生まれたアレッサンドロ・ボルティー二は、オールド・クレモナの偉大な巨匠と同様に、最も敬意のあるモダン楽器の製作者（ミラノのG. Ornati, F. Garimbertiや、ボローニャのA. Poggi）等の伝統を受け継いだクレモナの弦楽器製作を発展リードする中心的な位置づけの者で、特に現代クレモナ流の製作者から高く評価されている。ストラディバリバイオリン博物館やパヴィーア大学と科学的な知見に立って音響構造、材質や製作法などへ“ The T.A.R.L.O project”を率いて共同研究を行っており、楽器は音楽を奏でる道具であることを踏まえて、且つ、創造性や個性をも重視した楽器作りをしている。世界各地の製作・修復技術を学んだボルティー二から製作指導を受けた多くの製作者は、日本のみならず世界各地に広がって製作競技会にも出場している。
バロック式の弦楽器製作の伝統は、Ceruti一族、及び、Guadagnini一族やＪ.Ｆ.Pressenda等が、フレンチスタイルの製作法も取り入れて近代のモダン楽器の製作法へ進化している。クレモナにおける弦楽器製作の伝統は、E. Cerutiを最後にクレモナでは途絶えて、ミラノ・トリノに伝わって残った。クレモナに生まれたG. Antoniazziは、Cerutiの下で働いた後にミラノで活動しており、さらにその孫弟子等がクレモナの国立インターナショナルバイオリン製作学校の教師となって、ミラノからクレモナにモダン楽器の製作法を還元している。彼らは初めP. Sgarabottoが楽器製作の教師となり、後にG. Ornati, F. Garimberti等が修復専門の教師となって大きな影響を与えた (The 1st type)。
一方、 E. Cerutiが集めた歴史的に重要なオールド楽器等は、遺族によってクレモナ市に寄贈され、ストラディバリ財団、及び、バイオリン博物館(Museo del Violino)が設立されて保存された。その傍らでは、ボローニャのG. Fioriniは、A Stradivariの末息子がミラノ・トリノ間のサブラエに住むCozio伯爵に売ったストラディバリウス製作の道具を、Cozio伯爵から手に入れていた。この道具の使い方を研究し、楽器製作を研究したG Fioriniもまた同様に、A Stradivariの道具をクレモナ市に寄贈した。また、この製作法の楽器は、A. Poggi等がG. Fioriniから受け継いでいる。
博物館に収蔵されたストラディバリウス製作の道具の研究は、さらにN.YのS. F. Sacconiが研究を重ねており、クレモナのF. Bissolottiが協力して研究結果を共有した。これ等のバロックの古典的な製作方法は、S. F. Sacconi、F. Bissolottiが、オールド楽器の製法に変えてクレモナのバイオリン製作学校で指導して広めた (The 2nd type)。

クレモナのバイオリン製作学校の現在は、このミラノを経由したモダンな製作方法、ボローニャを経由したバロックの古典的なものとの両方を学んだ結果、コンプロマイズしてクレモナ伝統の製作法の再生と新たな進化を促進している(The 3rd type)。
ボルティー二は同校にて、これらモダンと古典の両方を踏まえて同様に受け継いだ者である。ボルティー二は、Stefano Conia、Ezio Scarpiniの師事を受け、彼らは、P. Sgarabotto, G. Ornati, F. Garimberti, Gio batta morassi, S. F. Sacconi, F. Bissolottiから直接師事を受けた者たちである。
ボルティー二は、1988年,1994年にストラディバリ財団から、トリエンナーレでよい評価を受けたことから、今後の期待は高まり、それ等は現在の楽器の評判、評価でも、よい期待がなされる製作家の名匠である。
同校は、1980年代以降は、かつてのG. Ornati, F. Garimberti同様に修復教師を求めており、リヨンの修復専門家 J. F. Schmittから修復の出張講義を受けていた。そこに、1981年に同校を卒業したボルティー二は後にSchmittの下で修行し、トリエンナーレでの受賞を基に同校の修復教師となってクレモナの楽器製作を導いてきた。加えて、P.Pistoni, N.Lazzri等製作Gr.の一員として製作技術を相互に研鑽もした。
クレモナの楽器製作の進化を踏まえており伝統の製作法の再生と新たな進化へと導くことに惜しみのない努力をして優秀な後進を育ており、彼らは世界各地の競技会で数々の受賞をしつづけている。

## 楽器と作風
先のことからボルティー二は、オールド楽器、及び、G. Ornati, F. Garimberti, A. Poggiに傾倒した楽器製作をしている。加えて、ボルティー二のオリジナリティは、一見保守的だが内面は新しくクレモナの伝統と進化に裏打ちされた点にある。
製作法は、極めて論理的、且つ、合理的な手法が用いられており、伝統の中にも未来への進化へ革新性が見て取れる。イタリア楽器のみならずオールド楽器やドイツ・フランスの修理・製作方法を改めて学んだ利点は随所に活かされている。例えば、ブロックに旧態依然とした柳ではなく、綺麗な響きへスプルースを使うことなどは、ほんの一例だが有名である。
その音質は、低音から高音までバランスよく綺麗に響き渡り、ストラディバリウスの特徴同様に、放たれる音にはプロジェクションがある。このため、耳元ではバカ鳴りなく、放射した音の遠達性（遠鳴り）が保たれる。
矢のように飛ぶ方向性のある音を出す特異な点があるほかは、奏者が奏でる音を素直に顕すプレーンな音色で、音の地色に着色はなく無色透明である。ボルティー二の楽器の多くは、奏者の技量に合わせて操作は素直に音に反映され、未熟な奏者も受け入れるものの深い懐の底にある楽器の真価を発揮させるには高度な技量を要する。プロなど独自の音つくりがし易いことから玄人好みである。
特に、半世紀に渡り'76年から続くクレモナトリエンナーレでの特別音響賞は、ボルティー二（1994年 第7回の"Le Bois D’Harmonie"）と木下太郎（1976年 第1回の"For the best acoustic quality"金メダル）の二人以外に該当者はおらず特筆される。
なお、ボルティー二の楽器は新作でも高価だが、チェロは一際高価である。

## 師事した者
粟林雅広(Masahiro Awabayashi),　Vladimiro Cubanzi,　Lucas Fabro,　Pablo Farias,　五嶋芳徳(Yoshinori Goto),　Min Sung Kim,　Ok Kyum Kim,　Jessica Luciani,　松下則幸(Noriyuki Matsushita),　Eddie Matus,　Magnus Nedregard,　Lorenzo Radaelli,　Felix Daniel Rotaru,　Debora Scianamè,　Kot Shu Sheng,　鈴木徹(Tetsu Suzuki),　高橋明(Akira Takahashi),　高橋尚也(Naoya Takahashi),　Gabriele Jebran Yakoub,　吉田美和(Miwa Yoshida)　
修復：Martin Gabbani,　池尻雅博(Masahiro Ikejiri), 池尻瑞穂(Mizuho Ikejiri), 藤井大樹(Oki Fujii),　Adriano Spadoni,　Martin Stoyanov,　宇都宮圭(Kei Utsunomiya),　Xiao Yang, 
修理とセットアップ ：安田高士(Takashi Yasuda)
調整：秋久隆(Takashi Akihisa)
など

## 略歴
- 1957年、クレモナに生まれる。
- 1981年、クレモナのインターナショナルバイオリン製作学校を卒業(Ezio Scarpini、Stefano Coniaの師事を受け、ディプロマを得る)。
- 1982～1983年、ドイツ・ニュルンベルクにてゲルマン国立博物館の楽器修復研究室に通い F. Hellwig の専門指導をうける。
- 1983～1984年、フランス・リヨンにて修復の専門家 J. F. Schmitt のもとで働き、オールドや歴史的に重要な多くの楽器を手に取って学ぶ機会を得ている。
- 1985～1987年、及び、1991～1993年、ロンバルディア州立の弦楽器製作学校にて修復コースの教壇に立つ。
- 1988、1994年、ストラディバリ財団のクレモナ・国際トリエンナーレに参加し、1988年の同第5回は、ヴィオラで銀メダルを獲得、1994年の同第7回は、チェロで第1位となり金メダル、及び、音響特別賞（Le Bois D’Harmonie）を獲得。
- 1996年、クレモナの国立インターナショナルバイオリン製作学校と協働、同校修復コースとセットアップクラスの教壇に立った。
- 2000年、同校のバイオリン製作の教師となる。また、歴代クレモナ・トリエンナーレの受賞作品のメンテナンス技術者を務める。
- 2001,2003,及び2008年、ケレタロ（Querétaro Mexico）のバイオリン製作学校主催の国際ビエンナーレ・バイオリン製作競技会から招かれ審査委員を務める。

　(現在に至る)
イタリア弦楽器製作家協会（Associazione Liuteria Italiana：A.L.I.）の組織委員会メンバーの一人